# Gagik Zarukjan

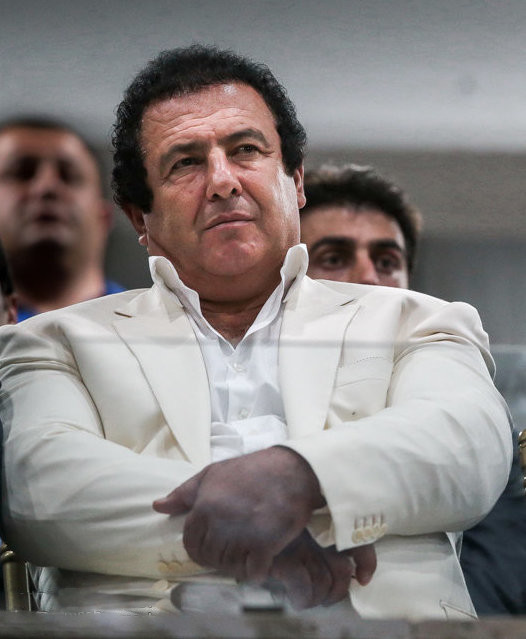
Gagik Zarukjan (2016)

Gagik Koljaji Zarukjan (armenisch Գագիկ Կոլյայի Ծառուկյան, in wissenschaftlicher Transliteration Gagik Caṙukyan, weitere Schreibweisen sind Tsarukian, Tsarukyan, Tsaroukian, Tsaroukyan; * 25. November 1956 in Arindsch, Armenische SSR, Sowjetunion) ist ein armenischer Unternehmer, Politiker (Blühendes Armenien) und Sportfunktionär.

## Leben

### Werdegang als Geschäftsmann
Es gibt keine offiziellen Angaben darüber, welcher Tätigkeit Zarukjan in der Zeit zwischen Schulabschluss und Studium nachgegangen ist. 1989 beendete er im Alter von 32 Jahren sein Studium am Sportwissenschaftlichen Institut in Jerewan. Danach arbeitete er nach offiziellen Angaben ein Jahr lang als Heizungstechniker am „Institut für Viehwirtschaft und Tiermedizin Jerewan“, nach anderen Angaben arbeitete er als Sporttrainer. Danach war er bis 1992 Direktor der Firma „Armenia Company“. 1992 gründete Zarukjan den größten Viehwirtschaftsbetrieb Armeniens.
1996 erwarb Zarukjan 29 % der Aktien der Brauerei Kotajk in Abowjan. 1997 erwarb er ebenda eine Messinstrumente-Fabrik, eine Chemiefabrik in der Hauptstadt Jerewan und schuf die Möbelhauskette „MEK“. 1998 übernahm er die Aktienmehrheit von „Aviaservice“ (eine Fabrik für Flugzeugmahlzeiten) und gründete „Aviasnud“. 1999–2002 baute er das Tankstellennetz Multi Leon. Im Jahre 2000 fasste er sein Firmenimperium zur so genannten Multi Group zusammen, wobei der Name die Vielzahl von Geschäftsfeldern widerspiegelt. 2002 kamen zu dieser Gruppe die neu gegründeten Firmen Multi Stone (Geschäftsfeld ist der Abbau und Export von Gestein), die Eriwaner Brandy-, Wein- und Schnapsfabrik Ararat hinzu, außerdem erhielt Zarukjan den Zuschlag bei der Privatisierung von Araratzement (die größte Zementfabrik im Südkaukasus). Im Juni 2005 soll die Multi Group gut 40 Unternehmen umfasst haben.
Zarukjans Einkommen soll im Jahr 2006 geschätzte 150 Mio. US-Dollar betragen haben. Am 31. März 2006 meldete ArmInfo, dass Zarukjan seine Anteile an der Brauerei Kotajk für 4 Mio. US-Dollar, an Pierre Castel verkauft habe, der demnach 100 % der Aktien besitzt.

### Einstieg in die Politik
Bei den Präsidentschaftswahlen im Frühjahr 2003 unterstützte er den späteren Sieger Robert Kotscharjan. In Zarukjans Heimatdorf Arindsch stimmten den offiziellen Ergebnissen zufolge 100 % für Kotscharjan. Zarukjan, der damals parteilos war, trat bei den Parlamentswahlen am 25. Mai 2003 in einem Wahlkreis seiner Heimatregion an und gewann das zu vergebende Direktmandat. Als Abgeordneter genoss er Immunität und gehörte dem ständigen Ausschuss für Verteidigung, nationale Sicherheit und Inneres an. Im Parlament war er vergleichsweise selten anzutreffen.
Am 22. November 2003 wurde ein Bombenanschlag auf das Automobil von Nikol Paschinjan, damals Redakteur der oppositionellen Tageszeitung Haykakan Zhamanak, verübt. Der Anschlag geschah am Abend vor dem Redaktionsgebäude zu einer Zeit, zu der Paschinjan üblicherweise schon auf dem Heimweg war. Er beschuldigte Zarukjan, Drahtzieher des Anschlags gewesen zu sein, da die Zeitung berichtet hatte, dass Zarukjan illegal Wälder in Zachkadsor fällen lasse. Zarukjan wies alle Vorwürfe von sich.
Nachdem die armenische Mannschaft von den Olympischen Sommerspielen 2004 ohne Medaille zurückgekehrt war, wurde Zarukjan, der selbst 1996 Weltmeister und 1998 Europameister im Armwrestling gewesen war, am 22. November 2004 zum Vorsitzenden des Armenischen Nationalen Olympischen Komitees gewählt. In seiner Antrittsrede erklärte er: „Sollte ich 2007 bemerken, dass wir keine Athleten haben, die bei Europa- oder Weltmeisterschaften einen ersten oder zweiten Platz erreichen, dann werde ich darüber nachdenken müssen, usbekische, russische oder georgische Athleten zu kaufen, um die armenische Flagge [bei den Olympischen Spielen 2008] wehen zu sehen.“ Im zweiten Halbjahr 2005 stellte Zarukjan einen Abwesenheitsrekord unter den Abgeordneten des Parlaments auf. Er war bei wenigstens 171 von 205 Abstimmungen abwesend. Als Grund gab er seine geschäftlichen Aktivitäten an. Im Januar 2006 kündigte Zakurjan an, die Partei „Blühendes Armenien“ zu gründen.
Bei den Parlamentswahlen vom 12. Mai 2007 erreichte seine Partei Blühendes Armenien rund 15 % und zog mit 24 Abgeordneten in die Nationalversammlung ein. Zarukjan gewann dabei erneut seinen Wahlkreis, in dem erst gar kein Gegenkandidat angetreten war. Fünf Jahre später wurde er wiedergewählt. Im April 2011 wurde Zarukjan per Dekret des Präsidenten Sersch Sargsjan in den Nationalen Sicherheitsrat der Republik Armenien aufgenommen.
Im März 2015 trat Zarukjan von seinem Amt als Parteivorsitzender des Blühenden Armeniens zurück und kündigte seinen Abschied aus Politik an. Doch im Dezember 2016 kehrte er erneut auf die politische Bühne Armeniens zurück.
Bei der vorgezogenen Parlamentswahl in Armenien im Dezember 2018 wurde Zarukjan als Kandidat des Blühenden Armeniens in die Nationalversammlung Armeniens gewählt. Seine Partei bekam 8 Prozent der abgegebenen Stimmen und wurde zweitstärkste Kraft.

### Oppositionspolitiker
Nach dem Machtwechsel in Armenien im Mai 2018 begann die neue politische Führung um Nikol Paschinjan, politisch wie juristisch gegen Oligarchen aus unmittelbarem Umfeld der Ex-Präsidenten Robert Kotscharjan und Sersch Sargsjan vorzugehen. Zarukjan, der ebenfalls zum inneren Zirkel der ehemaligen Machthaber zählte, blieb zunächst von strafrechtlichen Verfolgungsaktionen verschont. Im Gegenteil spielte er eine Schlüsselrolle bei der Organisation der vorgezogenen Parlamentswahl im Dezember 2018, die Nikol Paschinjan und seiner „Mein-Schritt-Allianz“ den erhofften Sieg bescherte. Doch mit der Verschärfung der Covid-19-Pandemie in Armenien im Juni 2020 wurden kritische Stimmen über den fahrlässigen Umgang der Paschinjan-Regierung mit der Krise immer lauter. Zarukjan warf der Regierung Versagen im Kampf gegen Pandemie und forderte wegen „ineffizienter Maßnahmen“ deren Rücktritt. Daraufhin hob die Nationalversammlung Armeniens seine parlamentarische Immunität auf. Zarukjan wurde der Bestechung und Korruption bei der Parlamentswahl im April 2017 beschuldigt. Paschinjan schlug am 18. Juni sogar vor, die Partei von Zarukjan aus dem Parlament gänzlich zu verbannen. Kritik an diesem Vorgehen äußerte unter anderem Donald Tusk, Vorsitzender der Europäischen Volkspartei und ehemaliger Präsident des Europäischen Rates, indem er von „demokratischen Rückschritten“ in Armenien sprach.
Bei der Parlamentswahl in Armenien 2021 trat Zarukjans Partei erneut mit ihm als Spitzenkandidat an. Sie erreichte jedoch nur 4 % der Stimmen und verfehlte damit die 5 %-Hürde, sodass sie nicht mehr im Parlament vertreten ist.

## Privates
Zarukjan ist verheiratet und hat sechs Kinder. Auf seinem Anwesen hat er einen eigenen Zoo mit Bären, Hirschen, einem Tiger und einem Löwen. Er betreibt verschiedene Kraft- und Kampfsportarten auf hohem Niveau (er war 1996 Weltmeister und 1998 Europameister im Armwrestling).
Zarukjan initiierte und finanziert die gigantische, in der öffentlichen Meinung umstrittetene Jesus-Christus-Statue auf dem Berg Hatis. Baubeginn war 2022.